# Sumner (Missouri)
Sumner è un comune degli Stati Uniti d'America, situato nello Stato del Missouri, nella contea di Chariton.